# Mazurki op. 30 (Chopin)
Mazurki op. 30 – cykl czterech mazurków Fryderyka Chopina skomponowany w 1836, wydany w 1838 przez Schlesingera. Utwory dedykowane zostały Marii Wirtemberskiej.

## Mazurekc-mollop. 30 nr 1
Mazurek Chopina, w tonacji c-moll. Napisany w 1837. Rozpisany w 53 taktach. Napisany w tempie Allegretto non troppo (wł. śpiesznie, ale nie zanadto)

## Mazurekh-mollop. 30 nr 2
Mazurek Chopina, w tonacji h-moll. Napisany w 1837. Rozpisany w 64 taktach. Napisany w tempie Allegretto (wł. śpiesznie)

## MazurekDes-durop. 30 nr 3
Mazurek Chopina, w tonacji Des-dur. Napisany w 1837. Rozpisany w 95 taktach. Napisany w tempie Allegro non troppo (wł. Szybko, ale nie zanadto)

## Mazurekcis-mollop. 30 nr 4
Mazurek Chopina, w tonacji cis-moll. Napisany w 1837. Rozpisany w 139 taktach. Napisany w tempie Allegretto (wł. śpiesznie)